# تمبة
تِمبَة (بالإندونيسية: Tempeh)‏ (بالجاوية: témpé)‏، أصد: ‎[تيمبي]‏) (نقحرة: تمبي) هو منتج صويا تقليدي قادم من إندونيسيا. ويتم ذلك عن طريق الزراعة الطبيعية مع التحكم بعملية التخمير الغذائي والتخثر لفول الصويا. تعد التِمبة من أطعمة الصويا التقليدية الرئيسية والفريدة والوحيدة من نوعها والتي لم تنشأ من مطبخ الصين الكبرى.
نشأت التمبة في إندونيسيا وتحظى بشعبية خاصة في جزيرة من جاوة، حيث يعد غذاءًا رئيسًا ومصدرًا للبروتين. تُصنع التِمبة مثل التوفو من فول الصويا وهي منتج كامل من فول الصويا ذو خصائص وصفات تكوينية غذائية مختلفة. عملية تخمر التِمبة وحفظها تعطيها محتوىً عاليًا من البروتين والألياف الغذائية، والفيتامينات. تُستخدم التِمبة في المطبخ النباتي في جميع أنحاء العالم نظرًا لقيمتها الغذائية، حيث تُطهى بدائل لحوم.

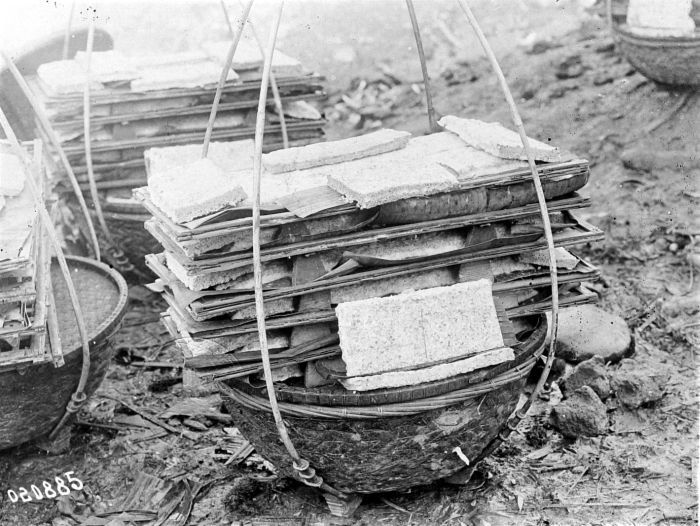
تِمبة يباع في جاوة، في أوائل القرن 20

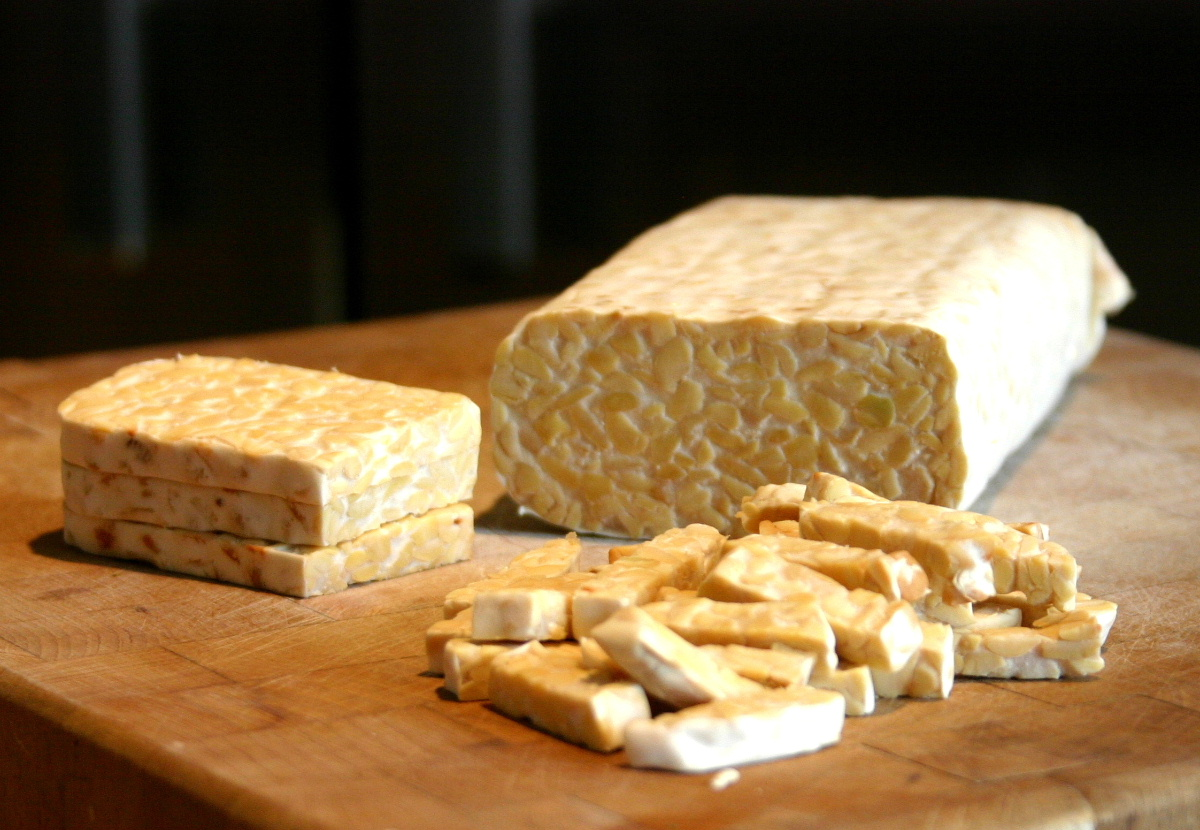
شرائح تِمبة